# دینا اسپیبی
دینا اسپیبی (به انگلیسی: Dina Spybey) (زاده ۲۹ اوت ۱۹۶۵) بازیگر آمریکایی است.
از فیلم‌های معروف او می‌توان به بازی در جمعه عجیب، اولین باشگاه همسران، درست مثل بهشت (فیلم)و حومه شهر اشاره کرد.